# Ernst Struck (Geograph)
 Ernst Struck (* 14. August 1951 in Mülheim an der Ruhr) ist ein deutscher Geograph und war von 2000 bis 2017 Lehrstuhlinhaber für Anthropogeographie an der Universität Passau.

## Leben und Wirken
Struck ist geboren und aufgewachsen im Ruhrgebiet und studierte die Fächer Geographie, Anglistik und Germanistik an der Heinrich-Heine-Universität in Düsseldorf. Als Stipendiat der Studienstiftung des deutschen Volkes promovierte er 1984 an der Universität Düsseldorf mit einer Arbeit über die „Landflucht in der Türkei“. Seit 1982 war er bereits Wissenschaftlicher Mitarbeiter an der Universität Passau: Forschungsprojekte über Innovationen im ländlichen Raum der türkischen Südküste, zur Deutschen Landeskunde (Bayern) und Feldaufenthalte in Brasilien zur Regionalforschung. 1991 wurde er mit einer Studie über „Mittelpunktssiedlungen in Brasilien“ habilitiert. 1994 Ruf auf die Professur für Wirtschaftsgeographie an der Julius-Maximilians-Universität Würzburg: Projekte zur Regionalplanung und -entwicklung in der Südost-Türkei (Güney Anadolu Projesi, GAP, Südostanatolienprojekt). Im Jahre 2000 erhielt er den Ruf auf den Lehrstuhl für Anthropogeographie an der Universität Passau, den er bis zu seiner Pensionierung im Jahr 2017 innehatte. Neben seinem Brasilienschwerpunkt in Forschung und Lehre befasste er sich mit der Entwicklung im Osten der Türkei, mit geopolitischen Fragen der Türkei im Erweiterungsprozess der Europäischen Union und der Wasserproblematik an Euphrat und Tigris.
Er war von 2004 bis 2006 Dekan der Philosophischen Fakultät und von 2006 bis 2011 Vizepräsident der Universität Passau, er ist Gründungsvorsitzender des Zentrums für Schlüsselqualifikationen und des Graduiertenzentrums.
Struck wurde 2009 in das Direktorium des Bayerischen Hochschulzentrums für Lateinamerika berufen (BAYLAT an der Universität Erlangen-Nürnberg, bis 2012) und war Bayerischer Landessprecher des Verbandes deutscher Geographen an Hochschulen (VGDH, 2011–15). 2008 wurde er Vertreter der Universität Passau im Konsortium zur Einrichtung der Türkisch-Deutschen Universität TDU/TAÜ in Istanbul (K-TDU) sowie dort Verantwortlicher für den Masterstudiengang „Interkulturelles Management, IKM“.

## Forschungsschwerpunkte
Lateinamerika (vor allem Brasilien und Chile), Europäische Union und Mittelmeerraum (unter besonderer Berücksichtigung der Türkei) und Süddeutschland.
Projekte zur Sozialgeographie in Brasilien, zur Regionalplanung in der Türkei und zur Regionalentwicklung in Bayern.

## Medien
- WDR: Quarks&Co 12. Juni 2007: Mitten im Erdbeben. Familie überlebt nur knapp – ein Erlebnisbericht.  PDF-Dokument zum Beitrag
- BRα Campus 26. Februar 2010: Wasser und Politik
- DRadio Wissen vom 9. Februar 2010 (67): BOOMTOWN Istanbul. Gespräch mit Ernst Struck

## Veröffentlichungen
- Landflucht in der Türkei. Die Auswirkungen im Herkunftsgebiet dargestellt an einem Beispiel aus dem Übergangsraum von Inner- zu Ostanatolien (Provinz Sivas). Passauer Schriften zur Geographie, Heft 1, Passau 1984. 136 Seiten
- Die Treibhauskulturen der türkischen Südküste – Eine Diffusionsanalyse. In: Erdkunde 44, 1990, S. 161–170.
- Mittelpunktssiedlungen in Brasilien. Entwicklung und Struktur in drei Siedlungsräumen Espirito Santos. Entwicklung und Struktur in drei Siedlungsräumen Espirito Santos. Passauer Schriften zur Geographie, Heft 11, Passau 1992. 174 Seiten
- Das Südost-Anatolien-Projekt (GAP) – Die Bewässerung und ihre Folgen. In: Geographische Rundschau 46, Heft 2, 1994, S. 88–95.
- Konflikte, Konfrontation und Kooperation im östlichen Mittelmeerraum. In: Geographische Rundschau 48, Heft 10, 1996, S. 548–555.
- Erlebnislandschaft Franken – das fränkische Weindorf. Materialien zur ländlichen Entwicklung Heft 37. München 1999. 196 Seiten (PDF)
- Das Erdbeben in der Türkei am 17. August 1999 – ein Erfahrungsbericht. In: Geographische Rundschau 51, Heft 11, 1999, S. 643–646.
- Die Weltbevölkerung zum Beginn des 21. Jahrhunderts. Aussichten auf das Ende des Wachstums! In: Petermanns Geographische Mitteilungen 144, Heft 1, 2000, S. 6–17.
- Die Türkei im Brennpunkt amerikanischer und europäischer Geopolitik. In: Geographische Rundschau 55, Heft 4, 2003, S. 4–9.
- Die Türkei und das Wasser. Nachbarschaftskonflikte an Euphrat und Tigris. In: Geographische Rundschau 55, Heft 4, 2003, S. 18–25.
- Patron und Pächter – Bäuerliche Konflikte im südostbrasilianischen Bergland. In. Struck, E. (Hrsg.): Ökologische und sozioökonomische Probleme in Lateinamerika. Passauer Kontaktstudium Erdkunde, Band 7, Passau 2003, S. 141–152.
- Krieg um Wasser? Die Konstruktion strategischer Raumbilder im Disput um die Wassernutzung an Euphrat und Tigris. In: Huebner, U., Richter, A. (Hrsg.): Wasser – Lebensmittel, Kulturgut, politische Waffe. Asien und Afrika, Band 9, Hamburg 2004, S. 107–130.
- Die Türkei in Europa? Geostrategische Raumbilder in der EU-Erweiterungsdebatte. In: Standort. Zeitschrift für Angewandte Geographie, Heft 1, 2005, S. 31–36. doi:10.1007/s00548-005-0235-3
- Lateinamerikas Städte im Wandel. Geographische Stadtforschung zu Lateinamerika im deutschsprachigen Raum seit 2000 – Themen, Trends und kritische Analyse. In: Rothfuß, E.; Gamerith, W. (Hrsg.): Stadtwelten in den Americas. Passauer Schriften zur Geographie Heft 23, Passau 2007, S. 13–36 (zusammen mit V. Deffner).
- Das Wasser von Euphrat und Tigris: Die Instrumentalisierung einer natürlichen Ressource. In: Glaser, R.; Kremb, K. (Hrsg.): Asien. Darmstadt 2007. S. 29–42, 252–263.
- Die Türkei – geopolitische Kontroversen um die Mitgliedschaft in der EU. In: Geographische Rundschau 59, Heft 3, 2007, S. 52–58.
- Das geteilte EU-Mitgliedland Zypern. Die Macht eines einseitigen strategischen Raumbildes. In: Geographische Rundschau 59, Heft 3, 2007, S. 60–61.
- Historische, koloniale Stadtstrukturen und moderner Wandel in Lateinamerika – am Beispiel der Altstädte von Salvador da Bahia (Brasilien) und Havanna (Kuba). In: Rothfuß, E. (Hrsg.): Entwicklungskontraste in den America. (Passauer Kontaktstudium Erdkunde 9) Passau 2008, S. 65–78, Farbteil I-II.
- Entwicklungsprozesse und staatliche Entwicklungsplanung im Osten der Türkei. In: Geographische Rundschau 62, Heft 1, 2009, S. 40–47.
- Interkulturalität und Wissenstransfer. Die Bedeutung interkultureller Studiengänge am Beispiel der „Kulturwirtschaft – International Cultural and Business Studies“ der Universität Passau. In: Seyda Ozil, Michael Hofmann, Yasemin Dayioglu (Hg.): Türkisch-deutscher Kulturkontakt und Kulturtransfer. Kontroversen und Lernprozesse. Göttingen 2011, S. 231–239.
- China und Indien: Bevölkerungswachstum mit oder ohne Ende? Die Bevölkerungsentwicklung verstehen lernen.In: Gamerith, W. (Hrsg.): Zukunftsregion China und Indien. (Passauer Kontaktstudium Geographie 12) Passau 2012, S. 151–160.
- Zukunftsweisende Stadtentwicklungsprojekte in Passau – und was aus ihnen wurde. In: STANDORT 37, Heft 3, 2013, S. 150–155.
- Passau und seine Nachbarregionen. Orte, Ereignisse, Verbindungen – ein geographischer Wegweiser. Passau 2013,  590 Seiten (zusammen mit W. Gamerith und D. Anhuf).
- Das „junge“ Passau – Die Einkaufsstadt, die „Neue Mitte“ und das „Neue Stadtviertel“ Passau-Kohlbruck. In: Werner Gamerith, Dieter Anhuf, Ernst Struck (Hg.): Passau und seine Nachbarregionen. Orte, Ereignisse, Verbindungen – ein geographischer Wegweiser. Passau 2013, S. 185–200,
- Tourismus – Herausforderungen für die Region.Passauer Kontaktstudium Erdkunde, Band 13, Passau 2015, 175 Seiten (Herausgeber des Bandes und Autor)
- Tourismus als Entwicklungsimpuls: Herausforderungen für die Regionalentwicklung. In: Ernst Struck (Hrsg.): Tourismus – Herausforderungen für die Region. Passauer Kontaktstudium Erdkunde, Band 13, Passau 2015, S. 17–25.
- Erdbebengefährdung in der Türkei und in der Megastadt Istanbul. In: Diercke 360° „Naturgefahren“. Heft 01, Braunschweig 2015, S. 10–13.

(weitere Veröffentlichungen auf der Homepage der Universität Passau)